# جيم وليامز (لاعب كرة قاعدة)
جيم وليامز (بالإنجليزية: Jim Williams)‏ هو لاعب كرة قاعدة أمريكي، ولد في 29 أبريل 1947 في زاكاري في الولايات المتحدة.

## وصلات خارجية
- جيم وليامز على موقعبيزبول رفرنس.كوم (الدوري الرئيسي) (الإنجليزية)
- جيم وليامز على موقعبيزبول رفرنس.كوم (الدوري الثانوي) (الإنجليزية)